# Torus Games
Torus Games Pty. Ltd. es un desarrollador de videojuegos fundada en 1994 y es uno de los estudios de desarrollo más antiguos de Australia.
Torus Games comenzó a desarrollar su primer videojuego en 1994, fue un juego de Game Boy y Game Gear basado en la película Stargate, fue publicado por Acclaim Entertainment.
En la actualidad, Torus ha publicado más de 100 títulos, que abarcan casi todas las plataformas de juego como Xbox 360, PlayStation 3, PC, Wii, Wii U, Xbox, PlayStation 2, Nintendo DS, Nintendo 3DS, PlayStation Portable, GameCube, Nokia N-Gage, Game Boy Advance, Game Boy Color, Game Boy y otros.
Torus Games es un desarrollador con licencia vigente para Xbox 360, PlayStation 3, Wii, Wii U, iOS, Nintendo 3DS, Nintendo DS, Nintendo DSi y PlayStation Vita.
Torus Games tiene una única multiplataforma de motor de juego que en la actualidad apoya activamente al Xbox 360, PlayStation 3, PC, Wii, Wii U, iOS, Nintendo 3DS, Nintendo DS, Nintendo DSi y PlayStation Vita.
El director es Bill McIntosh. Torus Games es un negocio familiar.
El último juego que lanzaron es Madagascar 3: The Video Game para Nintendo DS.

## Juegos
PlayStation 3
- Rise of the Guardians: The Video Game (D3 Publisher of America) (2012)

Xbox 360
- Rise of the Guardians: The Video Game (D3 Publisher of America) (2012)
- Monster Jam (video juego) (Activision) (2007)

Wii
- Rise of the Guardians: The Video Game (D3 Publisher of America) (2012)
- Bigfoot: King of Crush (Zoo Entertainment) (2011)
- Stunt Flyer: Hero of the Skies (Just A Game GmbH) (2011)
- Scooby-Doo! y el pantano tenebroso (Warner Bros. Interactive) (2010)
- Kid Adventures: Sky Captain (D3 Publisher of America) (2010)
- Scooby-Doo! First Frights (Warner Bros. Interactive) (2009)
- Monster Jam: Urban Assault (Activision) (2008)
- Zoo Hospital (Majesco) (2008)
- Monster Jam (videojuego) (Activision) (2007)
- Indianapolis 500 Legends (Destineer) (2007)

Wii U
- Rise of the Guardians: The Video Game (D3 Publisher of America) (2012)

Nintendo 3DS
- Rise of the Guardians: The Video Game (D3 Publisher of America) (2012)
- Madagascar 3: The Video Game (D3 Publisher of America) (2012)

N-Gage
- Ashen (Nokia) (2004)
- Operation Shadow (Nokia) (2004)